# Cranborne Manor House

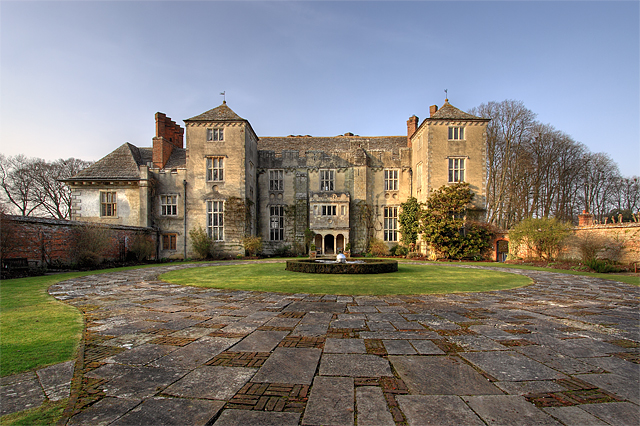
Südfassade des Cranborne Manor House

Cranborne Manor House ist ein Landhaus im Dorf Cranborne in der englischen Grafschaft Dorset. English Heritage hat es als historisches Gebäude I. Grades gelistet.
Das Haus stammt aus den Jahren 1207–1208 und war ursprünglich ein Jagdschloss. Anfang des 17. Jahrhunderts wurde es für den 1. Earl of Salisbury umgebaut. Der Hauptsitz der Earls und Marquesses of Salisbury is Hatfield House in Hertfordshire und in Cranborne Manor House lebt häufig der künftige Titelerbe, der den Höflichkeitstitel Viscount Cranborne trägt.
Das Anwesen besteht aus 120 Hektar landwirtschaftlich genutzter Fläche und über 700 Hektar Wäldern sowie Parks und Gärten. Im Landhausgarten steht ein Wassermobile namens La Source, das von Angela Conner (* 1935) entworfen wurde. Der Garten ist regelmäßig öffentlich zugänglich, aber das Haus nicht.